# Phractura
Phractura és un gènere de peixos de la família dels amfílids i de l'ordre dels siluriformes.

## Taxonomia
- Phractura ansorgii (Boulenger, 1902)[2]
- Phractura bovei (Perugia, 1892)[3]
- Phractura brevicauda (Boulenger, 1911)[4]
- Phractura clauseni (Daget & Stauch, 1963)[5]
- Phractura fasciata (Boulenger, 1920)[6]
- Phractura gladysae (Pellegrin, 1931)[7]
- Phractura intermedia (Boulenger, 1911)[4]
- Phractura lindica (Boulenger, 1902)[8]
- Phractura longicauda (Boulenger, 1903)[9]
- Phractura macrura (Poll, 1967)[10]
- Phractura scaphyrhynchura (Vaillant, 1886)[11]
- Phractura stiassny (Skelton, 2007)[12]
- Phractura tenuicauda (Boulenger, 1902)[13][14][15][16][17][18][19][20]